# 까치울초등학교
까치울초등학교는 대한민국 경기도 부천시 오정구에 있는 공립 초등학교이다.

## 연혁
- 2000년 1월 7일 까치울초등학교 설립 인가
- 2001년 3월 1일 18학급 편성 개교(특수학급 1)
- 2001년 3월 1일 초대 김민호 교장 부임
- 2001년 3월 9일 병설유치원 개원
- 2008년 12월 5일 학교평가 우수교 표창
- 2008년 12월 16일 명품교육 프로그램 인증교 지정 및 표창
- 2009년 12월 31일 2009 100대 교육과정 우수학교 인증
- 2012년 3월 8일 학교교육과정 편성 우수교 표창
- 2012년 9월 1일 제6대 강광희 교장 부임
- 2013년 2월 19일 제10회 졸업(졸업생 수 110명 / 1,434명)
- 2013년 3월 1일 19학급(특수학급 3) 편성, 유치원 1학급
- 2014년 3월 1일 18학급(특수학급 2) 편성, 유치원 1학급
- 2015년 2월 13일 제12회 졸업 71명(총1,611명)
- 2015년 3월 1일 17학급 편성(특수학급2), 유치원1

## 학교 동문
- 김희정 2005년 제2회 졸업
- 설현 2007년 제4회 졸업
- 황희찬 2007년 부인초등학교로 전학